# إسقاط تمثيلي ثلاثي الأبعاد

الأسقاط التمثيلي لثلاثي الأبعاد

الأسقاط التمثيلي لثلاثي الأبعاد (3D projection)، هو عبارة عن أسقاط تقديري لجسم ثلاثي الأبعاد على شكل رسم ذو بعدين، وهو من الوسائل المستخدمة حديثا لرسم الخرائط ذات الأبعاد الثلاثية، ولأن معظم الوسائل المتوفرة لعرض البيانات الرسومية في الحاسوب والرسوم البيانية هي وسائل ثنائية الأبعاد، فتمثل فيها الرسوم ذات الأبعاد الثلاثية بمساقط عرض خاصة مع تاثيرات الظل وغيرها لجعلها ذات رؤية ثلاثية.
ويستفاد منه في مجال الرسم الهندسي والعلوم الميكانيكية لرسم محركات الآلات والأجهزة المختلفة وكذلك في صياغة المعادن.